# Louisa Lamour

Louisa Lamour (2007)

Louisa Lamour (* 1. Mai 1986 in Winterthur) ist eine ehemalige Schweizer Erotik- und Pornodarstellerin.

## Leben
Lamour ging in Winterthur zur Schule und begann dort eine Ausbildung als Coiffeuse. Ihr Erotik-Debüt erschien 2005 unter dem Titel Verbotene Triebe beim deutschen Erotik-Label Magmafilm. Danach spielte sie regelmässig in deutschen Produktionen mit und war exklusiv bei der Schweizer Firma «Mascotte Film» AG unter Vertrag.
An der Venus Berlin 2006 wurde Louisa Lamour für den Eroticline Award als Beste Newcomerin Deutschlands nominiert. 2007 bekam sie die gleiche Nomination, einen Award bekam sie als beste Darstellerin an der Extasia, dem schweizerischen Pendant zur Venus Berlin.
Sinkende Gagen und die im Sommer 2008 gemachte Bekanntschaft mit ihrem zukünftigen Mann bewogen Lamour, ihre Tätigkeit als Pornodarstellerin aufzugeben.

## Filmographie
- 2005 Verbotene Triebe, Magmafilm
- 2006 Befriedige mich! Vol. 3,  Tabu Video
- 2006 Tyras sinnlicher Duft, Magmafilm
- 2006 Scharfer Sex mit geilen Puppen, Magmafilm
- 2006 V Dreams, Volume 4, Tabu Video
- 2007 Finca der Leidenschaft, Magmafilm
- 2007 Sex-Kino, Magmafilm
- 2007 Sex-Tour durch Zürich, Magmafilm
- 2007 Club der Schönen, Magmafilm
- 2007 Sextape, Magmafilm